# Psalmatophanes
Psalmatophanes is een geslacht van rechtvleugeligen uit de familie sabelsprinkhanen (Tettigoniidae). De wetenschappelijke naam van dit geslacht is voor het eerst geldig gepubliceerd in 1938 door Lucien Chopard.

## Soorten
Het geslacht Psalmatophanes  is monotypisch en omvat slechts de volgende soort:
- Psalmatophanes barretoi (Chopard, 1938)